# Valerio Dorico

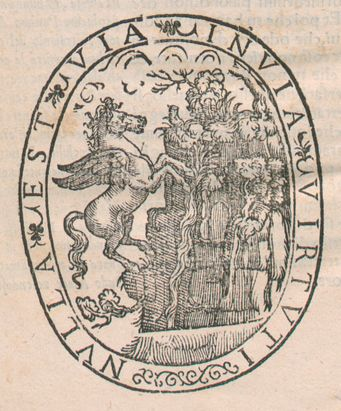
Doricos Sigel

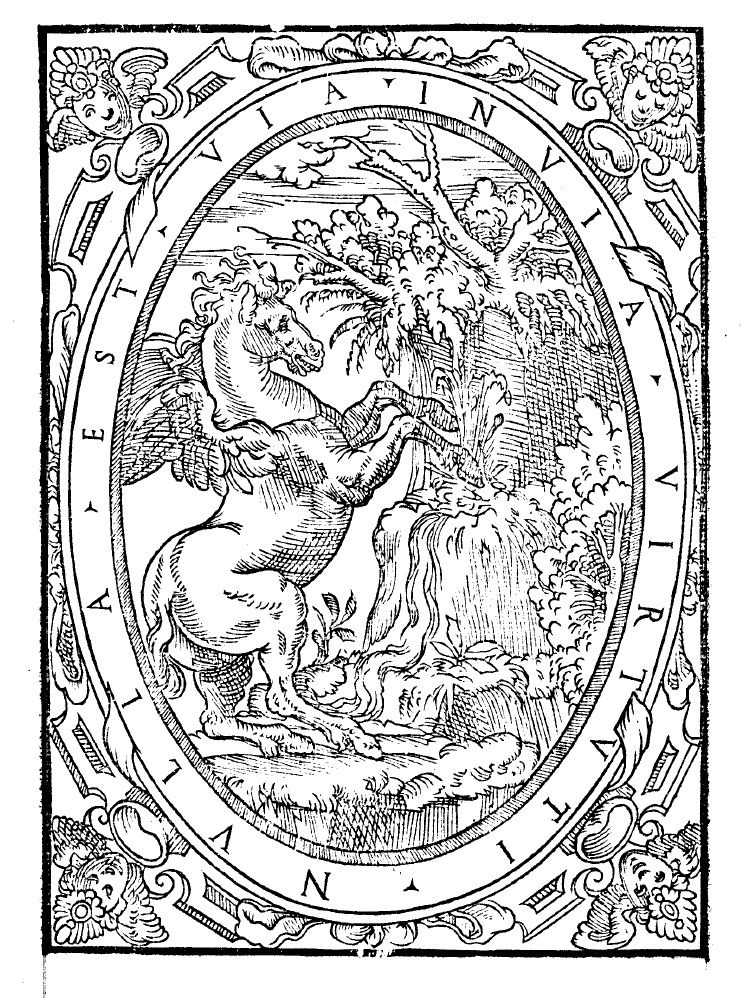
Doricos Sigel

Valerio Dorico (* in Ghedi bei Brescia um 1500; † vermutlich 1565 in Rom) war ein italienischer Buchdrucker und Typograf.
Dorico war ein bedeutender Buchdrucker Mitte des 16. Jahrhunderts, der u. a. für Notendrucke von Giovanni Animuccia, Giovanni Pierluigi da Palestrina und Diego Ortiz verantwortlich zeichnet. Seine Offizin in Rom eröffnete er 1526. Nach dem Sacco di Roma nahmen neben Dorico nur Antonio Blado und Francesco Giulio Calvo ihre Tätigkeit als Buchdrucker in der Stadt wieder auf.